# ハイメ・パス・サモラ
ハイメ・パス・サモラ（スペイン語: Jaime Paz Zamora, 1939年4月15日 - ）は、ボリビアの政治家・同国大統領。1989年8月6日から1993年8月6日まで務めた。
左派革命運動党（Movimiento de Izquierda Revolucionaria, MIR）を1971年に創設し、以来ずっと党首を務める。同党は社会主義インターナショナルに加盟している。
パス・サモラは、1982年から1984年にエルナン・シーレス・スアソ政権下で副大統領を務めた。ちなみにスアソは当時パス・サモラの叔父であるビクトル・パス・エステンソロと政権を争っていた。
1989年5月7日に行なわれた大統領選挙では第3位の得票率だったのにもかかわらず、同年8月5日に議会で大統領に選出された。これは、選挙で第2位の得票率だったウゴ・バンセル・スアレスが票を全てパス・サモラに譲ったことによる逆転劇であった。大統領選挙で最大票を獲得したのはゴンサロ・サンチェス・デ・ロサダであったが、得票率が50%に届かなかったために議会での大逆転となったのである。
ウゴ・バンセルは右派の人物で、1970年代に軍政によってボリビアを統治していたことがあり、その頃はパス・サモラの仇敵であった。このため、バンセルがパス・サモラに協力したということは当時ボリビア国民に大きな驚きを与えた。しかし、強力な親米姿勢を持っていたサンチェス・デ・ロサダに対しては、右左の違いは大きいものではなかったとする見方もある。また、大統領復帰を望むバンセルが、まだ大統領経験の無いパス・サモラに恩を売っておき、後の選挙で借りを返してもらおうという計算があったともいわれる。事実、後の1997年の大統領選挙ではバンセルが大統領に返り咲いている。
左派革命運動党のトレードマークは鶏である。このため、パス・サモラはしばしばガジョ（Gallo : 雄鶏）の愛称で呼ばれる。彼は1980年に飛行機の爆破事件に巻き込まれ、顔などに大きなやけどを負った。この事件は当時激しく対立していた軍部（すなわちウゴ・バンセル勢力）の仕業であるといわれたが、証明はなされなかった。このやけどにより、口の悪い人たちはパス・サモラの事を「焼き鳥」と呼んでいる。
パス・サモラは1985年、1989年、1997年及び2002年の4回大統領に立候補しているが、前3回は第3位、最後は第4位の得票率であった。